# Marcin Bułka
Marcin Bułka (Płock, 4 oktober 1999) is een Pools voetballer die speelt als doelman. In juli 2025 verruilde hij OGC Nice voor Neom. Bułka maakte in 2023 zijn debuut in het Pools voetbalelftal.

## Clubcarrière
Bułka speelde in Polen in de jeugd van Stegny Wyszogród, Król Maciuś Club Płock en Escola Varsovia. Toen hij bij die laatste club speelde, ging hij achtereenvolgens op proef naar Barcelona en Chelsea. De Engelse club won de strijd om Bułka uiteindelijk en nam hem medio 2016 over. Na drie jaar in Londen liep zijn contract af waarop hij transfervrij overgenomen werd door Paris Saint-Germain, waar hij zijn handtekening zette onder een verbintenis voor de duur van drie seizoenen. Bij zijn nieuwe club maakte Bułka zijn professionele debuut, toen op 30 augustus 2019 met 0–2 gewonnen werd van FC Metz door treffers van Ángel Di María en Eric Maxim Choupo-Moting. De Pool mocht in de basis starten en hij stond het gehele duel onder de lat. Eind september 2020 verlengde hij zijn contract bij de Parijse club tot het einde van het seizoen 2024/25.
Na zijn verlenging werd de doelman verhuurd aan FC Cartagena, uitkomend in de Spaanse Segunda División A. Tijdens de start van het seizoen deed de ploeg en de doelman van de kampioenenploeg van vorig seizoen, Marc Martínez Aranda, het zo goed, dat Bulka moest wachten tot de veertiende speeldag op zijn eerste kans te krijgen. De ploeg zat in een dipje en had de drie laatste wedstrijden verloren. Zo maakte hij op 25 november zijn debuut tijdens de thuiswedstrijd tegen RCD Mallorca. De wedstrijd werd verloren met 1–2 door toedoen van twee strafschoppen voor Mallorca. Ook de volgende twee competitiewedstrijden en bekerwedstrijd gingen verloren en Bułka zou geen kans meer krijgen. Toen tijdens de maand januari 2021 ook nog doelman Leandro Chichizola aangetrokken werd, zakte hij naar de derde plaats op de pikorde. Daarom besloot PSG om hem in januari 2021 terug te roepen.
Binnen een dag werd hij uitgeleend aan Châteauroux, dat zich op dat ogenblik op de twintigste plaats van de Ligue 2 bevond. Aan het begin van het seizoen 2021/22 huurde OGC Nice hem voor de rest van de jaargang en bij de overgang verkreeg het tevens een optie tot koop. De optie werd gelicht en medio 2022 tekende Bułka voor vier jaar in Nice. Tijdens het seizoen 2023/24 was de Pool basisspeler bij Nice en hij hield zeventien keer de nul in de Ligue 1. In de zomer van 2025 verkaste Bułka voor circa vijftien miljoen euro naar Neom, waar hij zijn handtekening zette onder een verbintenis voor de duur van vier seizoenen.

## Clubstatistieken
| Seizoen | Club                | Competitie         | Competitie | Competitie | Beker | Beker | Internationaal | Internationaal | Totaal | Totaal |
| Seizoen | Club                | Competitie         | Wed.       | Dlp.       | Wed.  | Dlp.  | Wed.           | Dlp.           | Wed.   | Dlp.   |
| ------- | ------------------- | ------------------ | ---------- | ---------- | ----- | ----- | -------------- | -------------- | ------ | ------ |
| 2019/20 | Paris Saint-Germain | Ligue 1            | 1          | 0          | 0     | 0     | 0              | 0              | 1      | 0      |
| 2020/21 | Paris Saint-Germain | Ligue 1            | 1          | 0          | 0     | 0     | 0              | 0              | 1      | 0      |
| 2020/21 | → FC Cartagena      | Segunda División A | 3          | 0          | 1     | 0     | —              | —              | 4      | 0      |
| 2020/21 | → LB Châteauroux    | Ligue 2            | 9          | 0          | 0     | 0     | —              | —              | 9      | 0      |
| 2021/22 | → OGC Nice          | Ligue 1            | 1          | 0          | 5     | 0     | —              | —              | 6      | 0      |
| 2022/23 | OGC Nice            | Ligue 1            | 2          | 0          | 0     | 0     | 3              | 0              | 5      | 0      |
| 2023/24 | OGC Nice            | Ligue 1            | 34         | 0          | 4     | 0     | —              | —              | 38     | 0      |
| 2024/25 | OGC Nice            | Ligue 1            | 34         | 0          | 0     | 0     | 6              | 0              | 40     | 0      |
| 2025/26 | Neom                | Saudi Pro League   | 0          | 0          | 0     | 0     | —              | —              | 0      | 0      |
| Totaal  | Totaal              | Totaal             | 85         | 0          | 10    | 0     | 9              | 0              | 104    | 0      |

Bijgewerkt op 7 juli 2025.

## Interlandcarrière
Bułka maakte zijn debuut in het Pools voetbalelftal op 21 november 2023, toen in een vriendschappelijke wedstrijd met 2–0 gewonnen werd van Letland door doelpunten van Przemysław Frankowski en Robert Lewandowski. Bułka moest van bondscoach Michał Probierz op de reservebank beginnen en hij mocht in de rust invallen voor Łukasz Skorupski. De andere Poolse debutanten dit duel waren Karol Struski (Aris Limassol) en Bartłomiej Wdowik (Jagiellonia Białystok).
Bułka werd in mei 2024 door Probierz opgenomen in de voorselectie van Polen voor het EK 2024 in Duitsland. Polen werd in de groepsfase uitgeschakeld na nederlagen tegen Nederland (1–2) en Oostenrijk (1–3) en een gelijkspel tegen Frankrijk (1–1). Bułka kwam op het EK niet in actie.
| Interlands van Marcin Bułka voor Polen | Interlands van Marcin Bułka voor Polen | Interlands van Marcin Bułka voor Polen | Interlands van Marcin Bułka voor Polen | Interlands van Marcin Bułka voor Polen | Interlands van Marcin Bułka voor Polen | Interlands van Marcin Bułka voor Polen |
| №                                      | Datum                                  | Wedstrijd                              | Uitslag                                | Competitie                             | Goals                                  |                                        |
| Als speler bij OGC Nice                | Als speler bij OGC Nice                | Als speler bij OGC Nice                | Als speler bij OGC Nice                | Als speler bij OGC Nice                | Als speler bij OGC Nice                | Als speler bij OGC Nice                |
| -------------------------------------- | -------------------------------------- | -------------------------------------- | -------------------------------------- | -------------------------------------- | -------------------------------------- | -------------------------------------- |
| 1                                      | 21 november 2023                       | Polen – Letland                        | 2 – 0                                  | Vriendschappelijk                      |                                        |                                        |
| 2                                      | 5 september 2024                       | Schotland – Polen                      | 2 – 3                                  | Nations League 2024/25                 |                                        |                                        |
| 3                                      | 15 oktober 2024                        | Polen – Kroatië                        | 3 – 3                                  | Nations League 2024/25                 |                                        |                                        |
| 4                                      | 15 november 2024                       | Portugal – Polen                       | 5 – 1                                  | Nations League 2024/25                 |                                        |                                        |
| 5                                      | 6 juni 2025                            | Polen – Moldavië                       | 2 – 0                                  | Vriendschappelijk                      |                                        |                                        |

Bijgewerkt op 7 juli 2025.